# Langholt (by)
 For alternative betydninger, se Langholt. (Se også artikler, som begynder med Langholt)
Langholt er en by i Vendsyssel med 1.073 indbyggere  (2024), beliggende 19 km sydvest for Dronninglund, 26 km syd for Brønderslev og 12 km nordøst for Nørresundby. Byen hører til Aalborg Kommune og ligger i Region Nordjylland.
Langholt hører til Horsens Sogn. Horsens Kirke og sognegård ligger i den nordøstlige ende af byen. 3 km nordøst for byen ligger Langholt Hovedgård.

## Faciliteter
- Langholt Skole blev grundlagt i 1632. De nuværende bygninger er opført i 1970 og gennemgribende renoveret i 2003. Skolen har 99 elever, fordelt på 0.-6. klassetrin, og 25 ansatte.[2]
- Ved siden af skolen ligger Langholthallen, som skolen råder over. Her spilles fodbold, badminton og håndbold, og hallens cafeteria kan lejes til arrangementer med op til 60 personer.
- Børnehaven Trylleskoven blev bygget i 1999. Den er normeret til 40 børn og har 5 ansatte.[3]
- Langholt har købmandsforretning, grillbar og en aktiv borgerforening, der er stiftet i 1923.

## Historie

### Horsens-Hammer sognekommune
Horsens-Hammer var et sognedistrikt (pastorat), fra 1867 en sognekommune. Hammer Sogn var oprindeligt hovedsognet, men præstegården blev i 1877 flyttet til Horsens, så Hammer Sogn blev anneks til Horsens Sogn. Horsens-Hammer sognekommune havde 6040 indbyggere ved kommunalreformen i 1970, hvor den blev indlemmet i Aalborg Kommune.

### Sæbybanen
Horsens fik jernbanestation på Sæbybanen (1899-1968), men den blev opkaldt efter hovedgården for at undgå forveksling med Horsens i Østjylland. Langholt Station havde øperron, omløbsspor og separat læssespor med stikspor og brolagt læssevej. I banens sidste år var stationen nedrykket til trinbræt. Stationsbygningen lå for enden af vejen Pindskæret, men er revet ned. Banens tracé er bevaret på Langholt Banesti, som strækker sig 1½ km mod vest fra enden af vejen Rønhøj.

### Stationsbyen
I 1901 beskrives Horsens således: "Horsens med Kirke, Præstegd. (flyttet hertil 1877), Skole, Hospital („Fru Lanngs Stiftelse“, oprettet ved Testam. af 1831 af Karen Joh. Zeuthen, Enke efter P. Lanng til Langholt, med et Hus til Fribolig for 16 trængende, som desuden faa Brændsel, Pleje, Medicin og Lægehjælp samt 1 Kr. à 1 Kr. 33 Øre ugtl.), Missionshus (opf. 1886), Sparekasse for Hammer-H. Past. (opr. 21/4 1869...Antal af Konti 332), 2 Bagerier, 2 Møller, Købmandsforretninger, Teglværk og Telefonstation. Søndre Skole, paa Horsens Enge; nordre Skole. Fattiggaard for H.-Hammer Komm. („Kogholm“, opr. 1879, Plads for 30 Lemmer). Langholt Jærnbanestation"
På det lave målebordsblad fra 1900-tallet ses desuden hotel og mejeri ved stationen. Den 1. juli 1954 blev byens navn ændret til Langholt.